# Тиберий Семпроний (трибун 167 пр.н.е.)
Тиберий Семпроний (на латински: Tiberius Sempronius) е политик на Римската република през 2 век пр.н.е.
През 167 пр.н.е. той е народен трибун. С колегите си Марк Антоний и Марк Помпоний той е в опозиция към претора Марк Ювенций Тална, който обявил война на Родос.
Консули тази година са Квинт Елий Пет и Марк Юний Пен. В Рим пристига делегация от Родос. Победителят на Древна Македония военачалникът и консул Луций Емилий Павел Македоник се връща в Рим с пленения цар Персей и празнува триумф, макар че народното събрание първо било против това.